# Amandinea dakotensis
Amandinea dakotensis är en lavart som först beskrevs av Hugo Magnusson., och fick sitt nu gällande namn av P. F. May & Sheard. Amandinea dakotensis ingår i släktet Amandinea och familjen Physciaceae.   Inga underarter finns listade i Catalogue of Life.